# 大興國
大興國（12世纪？—1183年）金朝大臣。渤海人。
原为金熙宗寝殿小底（内侍），权近侍局直长，备受亲信，掌管宫殿符钥，自由出入宫禁，未曾离左右。皇统九年（1149年），因无故被金熙宗杖笞，怀怨，与右丞相完颜亮同谋弑杀熙宗，秘密约定于十二月初九日夜间举事。当天，先藏熙宗榻上佩刀，取寝殿符钥开殿门，假传诏旨召完颜亮、完颜秉德、唐括辩、完颜乌带等闯入熙宗寝殿，熙宗取佩刀不得，被杀。完颜亮即位，为广宁尹，受到厚赐。天德四年（1152年），改崇义军节度使，进金紫光禄大夫，赐名大邦基。历任绛阳军节度使、武宁军节度使、河间尹。金世宗即位後，将他罢官归家。大定二十三年（1183），追究杀熙宗罪，于熙宗墓旁被肢解。

## 延伸阅读
[在维基数据编辑]
 《金史·卷132》，出自脱脱《遼史》